# Bela Vista (São Tomé)
Bela Vista é uma aldeia de São Tomé e Príncipe, localiza-se ao Norte, no distrito da Lobata, ilha de São Tomé, próxima às localidades das Laranjeiras, Santo Amaro, Aguã Casada, Desejada, Nova Cintra e do Rio Água Telho.